# Sharon Graham
Sharon M. Graham (née en 1968/1969) est une syndicaliste britannique qui est secrétaire générale de Unite depuis le 26 août 2021. Elle est la première femme à occuper ce poste. Auparavant, elle a été directrice générale du syndicat et chef de son service d'organisation et de mobilisation.

## Jeunesse
Sharon Graham est née à Hammersmith en 1968 ou 1969,. Elle a grandi dans une fratrie de quatre enfants, son père étant originaire de Newcastle upon Tyne et sa mère de Abbeyfeale, dans le comté de Limerick,. Elle a quitté l'école et a commencé à travailler comme serveuse à 16 ans. Elle a mené son premier débrayage à 17 ans pour défendre les droits des travailleurs occasionnels. Graham avait initialement l'intention de se lancer dans le journalisme et a travaillé pour un agent immobilier. À 27 ans, elle a étudié à l'Académie d'organisation du Congrès des syndicats.

## Carrière

### Responsable syndical
Graham a commencé à travailler en tant que responsable national de la jeunesse et du développement pour le Transport and General Workers' Union qui est devenu plus tard Unite the Union dans le cadre d'une fusion. En 2016, Sharon Graham travaillait en tant que directrice de l'organisation de Unite. Elle était considérée comme une candidate potentielle aux élections du secrétaire général du syndicat en 2017, qui avaient été motivées par la démission anticipée de Len McCluskey pour briguer un nouveau mandat. Dans son rôle de dirigeante du département d'organisation et de mobilisation du syndicat, elle a dirigé la réponse du syndicat à British Airways (BA) qui a essayé de licencier et de réembaucher du personnel sur des contrats moins-disants en 2020,. Elle a déclaré que la compagnie aérienne devrait être privée de ses droits à l'aéroport d'Heathrow en raison de la façon dont elle avait traité son personnel et que si leur gestion n'était pas contrôlée, davantage d'entreprises agiraient de la même manière,. Plus de 280 députés se sont engagés à soutenir une révision de l'accès privilégié de British Airways aux créneaux de décollage et d'atterrissage dans les aéroports
En 2021, Len McCluskey a annoncé son retrait en tant que secrétaire général de Unite après dix ans à ce poste. La faction de gauche United Left unie a organisé une campagne électorale et un scrutin pour déterminer un seul candidat pour la faction, qui a été remportée par le secrétaire général adjoint du syndicat, Steve Turner . L'autre participant, Howard Beckett, a continué comme candidat sans le soutien de United Left. Graham, bien qu'elle soit également considérée comme faisant partie de l'aile gauche du syndicat, s'est présentée aux élections sans demander l'approbation de la faction,. Elle a déclaré qu'elle n'était « membre d'aucune faction Unite ou Labour autre que [son] propre groupe de partisans ». Sa campagne était axée sur la réorientation de l'attention vers les droits des travailleurs et les lieux de travail au lieu de s'engager dans la politique interne du Parti travailliste, dont Unite est un syndicat affilié,. Après la clôture des nominations, Beckett s'est retiré de l'élection et a soutenu Turner McCluskey a également soutenu Turner et les membres ont fait pression sur Graham pour qu'elle se retire et soutienne Turner pour empêcher Gerard Coyne, un candidat modéré, de devenir secrétaire général, Graham a refusé de le faire et a dit être victime de harcèlement en ligne pour sa décision de rester candidate. Sa campagne électorale a été soutenue par le Socialist Workers Party et le Socialist Party,.

### Secrétaire général
Graham a été élu secrétaire général de Unite le 25 août 2021 avec 37,7 % des voix et a pris ses fonctions le 26 août,,. Elle est la première femme dirigeante du syndicat.

## Vie privée
Graham a épousé Jack Clarke en 2005. Ils vivent à Hammersmith avec leur fils Thomas,.